# Rachid Neqrouz
Rachid Neqrouz (راشد نقروز - Er Rachidia, 10 de abril de 1972) é um ex-futebolista marroquino que atuava como zagueiro central

## Carreira
Neqrouz jogou no BSC Young Boys, no Bari
Pela Seleção Marroquina de Futebol, ele disputou duas Copas do Mundo, a Copa do Mundo de FIFA 1994 de a de 1998. 